# Quận San Juan, Utah
Quận San Juan là một quận thuộc tiểu bang Utah, Hoa Kỳ. Quận lỵ đóng ở Monticello6. Quận được đặt tên theo sông San Juan. Dân số theo điều tra năm 2010 của Cục điều tra dân số Hoa Kỳ là 14746 người.

## Địa lý
Theo Cục điều tra dân số Hoa Kỳ, quận này có diện tích 20550 km2, trong đó có 290 km2 là diện tích mặt nước.